# Komunistický svaz mládeže
Komunistický svaz mládeže (KSM) je spolek sdružující lidi komunistického smýšlení ve věku 15 až 35 let, jehož cílem je revoluční překonání kapitalismu nastolením socialistické demokracie a společenským vlastnictvím výrobních prostředků. Navazuje na prvorepublikový Komunistický svaz mládeže Československa působící ve 20. a 30. letech 20. století. Založen byl v roce 1990, v prosinci 1993 byl registrován jako občanské sdružení, v říjnu 2006 bylo jakožto občanské sdružení úředně rozpuštěno. V lednu 2010 bylo rozhodnutí o rozpuštění zrušeno pražským městským soudem a v březnu téhož roku byl svaz obnoven. Je členem Světové federace demokratické mládeže (WFDY), kde je od roku 2007 i členem vedení.

## Cíle a formy činnosti

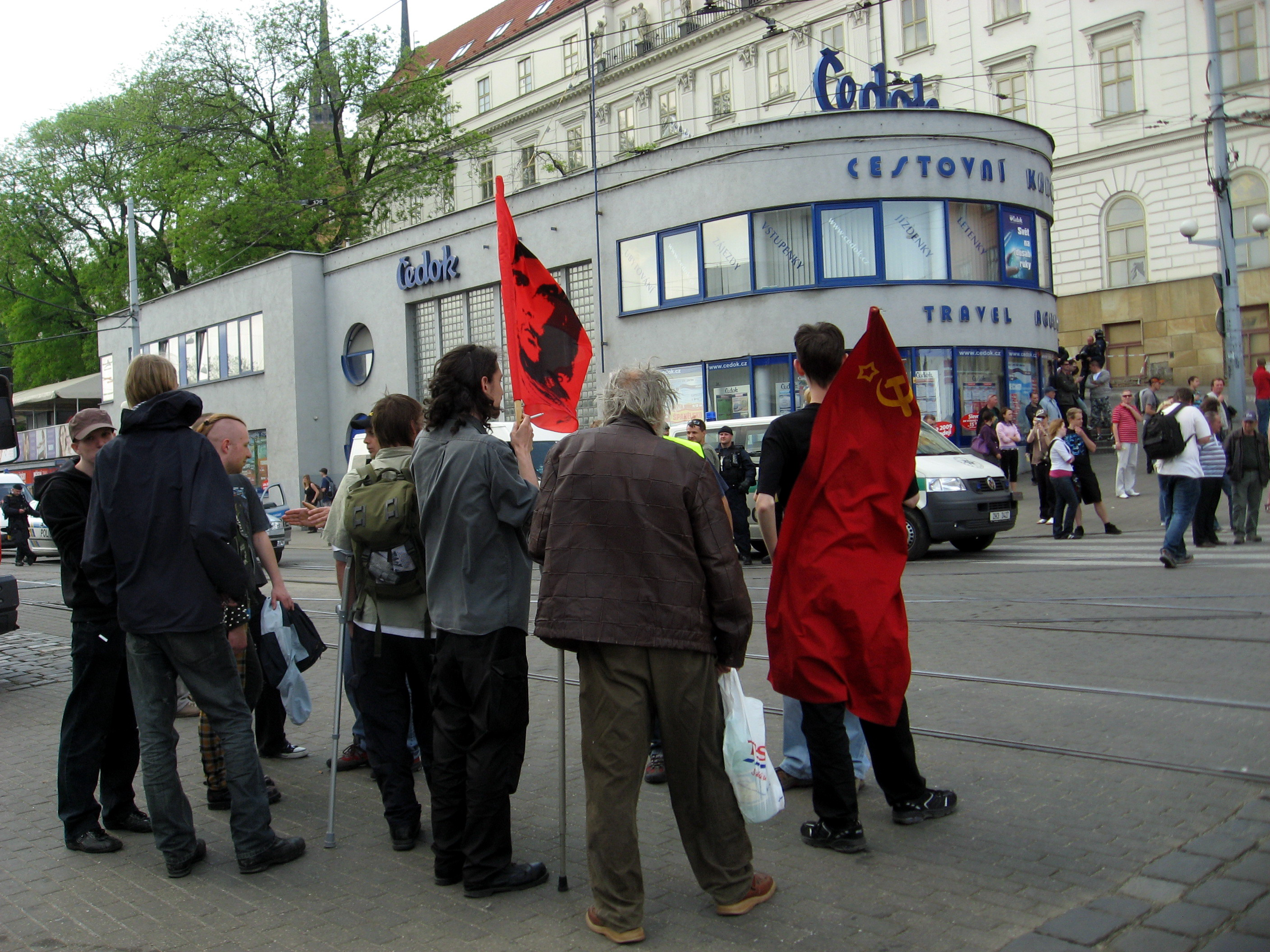
Členové KSM na brněnské prvomájové demonstraci v roce 2009

Ve své činnosti KSM úzce spolupracuje s Komunistickou stranou Čech a Moravy – např. ústřední kancelář KSM byla umístěna v sídle KSČM, v současné době zde má spolek sídlo jen nominálně. Předsedy KSM byli např. Josef Gottwald, Zdeněk Štefek a Milan Krajča. Od obnovení KSM v roce 2010 stojí v čele KSM kolektivní vedení představované Předsednictvem Ústřední rady KSM.
Znak KSM zobrazuje mapu světa, nad níž je v pěticípé hvězdě umístěn symbol srpu a kladiva, vlajka KSM zobrazuje na rudém pozadí žlutý srp a kladivo a nápis „Komunistický svaz mládeže“.
Hlavní cíl KSM zveřejněný na www.ksm.cz: „KSM stojí na straně úsilí o revoluční překonání kapitalismu a o nastolení ekonomických – odstranění soukromého vlastnictví výrobních prostředků a jeho nahrazení vlastnictvím společenským – a společenských – zavedení socialistické demokracie - podmínek pro budování socialismu, jako prvního stupně k vytvoření společnosti komunistické, jejíž vybudování je konečným cílem. Tuto snahu vyjadřuje název organizace, kde je pojem komunistický chápán jako označení vize budoucí, vysoce organizované beztřídní společnosti, kde je vláda nad lidmi vystřídána svobodnou správou věcí a řízením výrobních procesů, kde všestranný a svobodný rozvoj každého jednotlivce je základem pro svobodný rozvoj všech. V takové společnosti již život člověka nebude zajišťován na úkor jiných lidí, ani na úkor životního prostředí.“

## Členění
KSM je členěn na kluby. V polovině roku 2007 měl KSM asi 750 členů, po obnovení legality se počet smrskl na méně než 50.[zdroj?] Členové KSM jsou obvykle registrováni v místně příslušném klubu. Dále KSM přiděluje statut „čestného člena“, který nemusí splňovat podmínky členství (např. při zániku členství z důvodu překročení 35 let věku). Dokladem o členství v KSM je platný členský průkaz KSM. Členství KSM schvaluje schůze příslušného klubu a v případě individuálních členů schůze Ústřední rada KSM. Nejvyšším orgánem KSM je Sjezd KSM, mezi sjezdy pak Ústřední rada KSM.

## Aktivity
Těžiště činnosti KSM je v politické oblasti. Prostředky této činnosti jsou především organizace demonstrací, účast na demonstracích jiných subjektů (např. odborů) a organizování peticí (např. petici směřující proti vybudování amerických základen na území České republiky podepsalo přes 180 tisíc občanů). KSM byl také iniciátorem studentské iniciativy SOS Student, bojující proti zavedení školného. Dále KSM vyvíjí humanitární činnost (různé sbírky), kulturní (např. pražský kinoklub), vlasteneckou činnost (např. pravidelný pochod Praha – Lidice a účast na pietním aktu na památku padlým při vyhlazení Lidic) a publikační činnost (např. vydávání Mladé pravdy). KSM pracuje i s dětmi (např. účast na organizaci letních táborů). Náklady na činnost KSM jsou kryty především z členských příspěvků a darů jednotlivých občanů. KSM odmítá jakékoli spojení s ilegálními aktivitami (např. černými výlepy).
KSM byl oficiálně podporovatelem iniciativy Ne základnám, později byl však ze seznamu podporovatelů vyškrtnut a vedl kampaň samostatně.

## Rozpuštění KSM

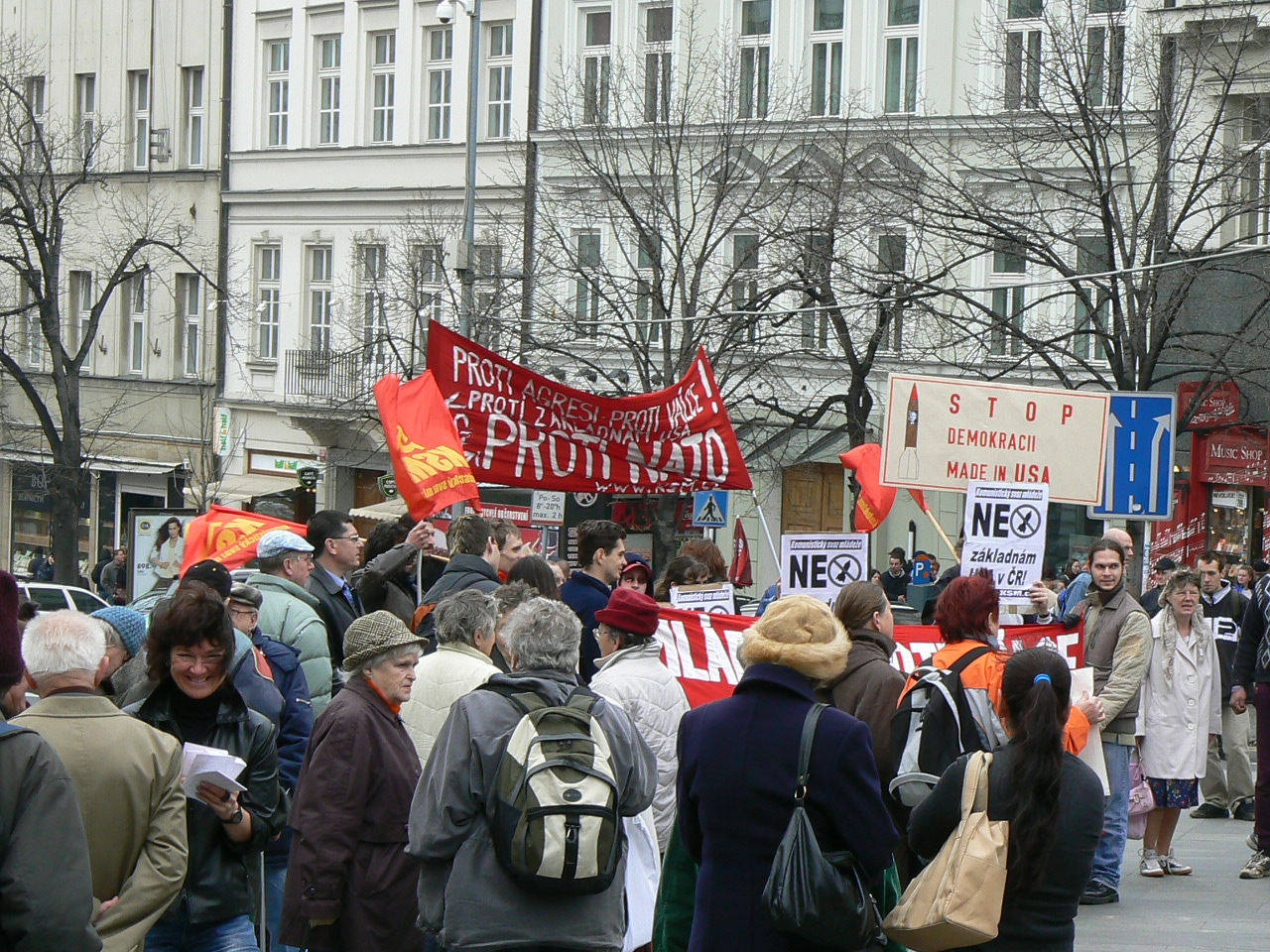
Členové svazu demonstrující na Václavském náměstí v Praze proti plánovanému radaru v Brdech v roce 2007

Dne 12. října 2006 bylo Ministerstvem vnitra vydáno rozhodnutí o rozpuštění KSM. Výrok byl odůvodněn protizákonností následující části stanov KSM: „KSM stojí na straně úsilí o revoluční překonání kapitalismu a o nastolení ekonomických – odstranění soukromého vlastnictví výrobních prostředků a jeho nahrazení vlastnictvím společenským – a společenských – zavedení socialistické demokracie – podmínek pro budování socialismu, jako prvního stupně k vytvoření společnosti komunistické, jejíž vybudování je konečným cílem. … KSM si je vědom toho, že kapitalismus nemůže být jednoduše reformován. KSM proto bojuje za revoluční svržení kapitalistického řádu masami pracujících.“ Podle rozhodnutí Ministerstva vnitra tak byl program KSM v rozporu s Ústavou ČR a s Listinou základních práv a svobod.
V minulosti byla Ministerstvem vnitra napadena i registrace KSM jako občanského sdružení, protože jeho činnost je převážně politického charakteru, což podle názoru iniciátora podnětu v rozporu se zákonem č. 83/1990 Sb., o sdružování občanů. Tento zákon byl však obvykle vykládán velmi flexibilně (např. právně analogické případy Mladí konzervativci, Mladí sociální demokraté), proto byl podnět odložen pro zjevnou bezdůvodnost. Na základě stejného ustanovení byla nicméně rozpuštěna někdejší Republikánská mládež. Kroky směřující k rozpuštění KSM uvítali především čeští antikomunisté, kteří KSM považují za organizaci bojující proti základním principům demokratické společnosti a usilující o násilné nastolení diktatury.[zdroj⁠?!] Za KSM se postavili mimo jiné KSČM, frakce v Evropském parlamentu Evropská sjednocená levice a Severská zelená levice (které je KSČM členem), WFDY, nositel Nobelovy ceny za literatury Dario Fo či religionista Ivan Štampach. V mnoha zemích byly dokonce komunistickými silami demonstrace před ambasádami České republiky proti rozpuštění KSM.
KSM se proti rozhodnutí bránil správní žalobou na Ministerstvo vnitra u Městského soudu v Praze, soud však rozpuštění v roce 2008 potvrdil. KSM nerezignoval a podal kasační stížnost k Nejvyššímu správnímu soudu v Brně, který v roce 2009 rozhodnutí městského soudu zrušil a věc mu vrátil k novému projednání. Podle Nejvyššího správního soudu je rozpuštění až krajní možností, má dojít k ní až tehdy, je-li nebezpečí a ohrožení aktuální. Následně Městský soud v Praze v roce 2010 zrušil rozpuštění KSM a ten pak obnovil svou činnost.

## Sjezdy KSM

### IV. sjezd KSM
IV. sjezd KSM se uskutečnil 6. listopadu 1999 v Praze. Ve zprávě činnosti KSM od III. sjezdu bylo zdůrazněno, že posílil svoje pozice a rozšířil členskou základnu. Předsedou KSM byl zvolen Josef Gottwald.

### V. sjezd KSM
V. sjezd KSM se uskutečnil 17. listopadu 2001. Jako hosté na něm vystoupil tehdejší předseda ÚV KSČM Miroslav Grebeníček a čestná členka KSM Marta Semelová. KSM si zde stanovil, že nebude, s výjimkou fašistických a rasistických organizací, odmítat spolupráci s nikým, zvláště pak vyzdvihl spolupráci s KSČM. 
Na V. sjezdu KSM došlo k významné obměně vedení KSM. Novým předsedou KSM se stal Zdeněk Štefek a 1. místopředsedou Milan Krajča.

### VI. sjezd KSM
VI. sjezd KSM se uskutečnil 8. listopadu 2003 v budově Ústředního výboru KSČM v Praze. Na sjezdu se opět obměnilo vedení KSM, s výjimkou předsedy Štefka a 1. místopředsedy Krajči, kteří byli znovuzvolení. 

### VII. sjezd KSM
VII. sjezd KSM se uskutečnil 5. listopadu 2005 opět v budově ÚV KSČM v Praze. Sjezdu se zúčastnilo přes 70 delegátů z celé republiky. Jedná se o poslední sjezd před zákazem KSM. Hosty na tomto sjezdu byl Vojtěch Filip, předseda ÚV KSČM, Marta Semelová, předsedkyně Pražské rady KSČM a Patrik Fuzák, předseda slovenského Socialistického svazu mladých. Nově byl předsedou KSM zvolen Milan Krajča.

### VIII. sjezd KSM
VIII. sjezd KSM se konal 22. a 23. března 2008 v budově ÚV KSČM v Praze. Sjezdu se zúčastnilo okolo sta delegátů a také hosté Marta Semelová, Stanislav Grospič a Jana Bystřická. Sjezd se konal jen několik málo dní po rozhodnutí soudu, který se postavil za jednání Ministerstva vnitra, jenž KSM rozpustilo. Předsedou KSM byl opět zvolen Milan Krajča.

### Mimořádný legalizační IX. sjezd KSM
Mimořádný legalizační IX. sjezd KSM se uskutečnil 13. března 2010. Jeho hlavním úkolem bylo oficiálně legalizovat Ministerstvem vnitra ČR rozpuštěný KSM a jeho činnost. Jména členů nového vedení nebyla zveřejněna.

## Předsedové
- Josef Gottwald
- Zdeněk Štefek (2001–2005)
- Milan Krajča (2005–2010)
- Ondřej Kazík (do 2024)
- Wilhelm Feigl (od 2024)